# فولکه یانسن
فولکه یانسن (انگلیسی: Folke Jansson؛ ۲۳ آوریل ۱۸۹۷ – ۱۸ ژوئیه ۱۹۶۵ (aged 68)) ورزشکار دو و میدانی اهل سوئد بود.
وی در مسابقات کشوری و بین‌المللی در مجموع برندهٔ ۱ مدال نقره شده‌است.